# Тревис, Уильям
Уи́льям Ба́ррет Тре́вис (англ. William Barret Travis, 9 августа 1809 — 6 марта 1836) — американский юрист и военный. В возрасте 26 лет получил звание подполковника в техасской армии и командовал силами Техасской республики в ходе Войны за независимость Техаса. Убит при защите миссии Аламо, во время которой возглавлял её защитников.

## Семья
Родился в округе Салуда, штата Южная Каролина, в семье Марка и Джемины Тревисов. Записи о его рождении различаются, и неясно, родился он первого числа или девятого, но запись в фамильной Библии Тревисов показывает, что он родился девятого августа.
Когда Уильяму было 9 лет, его семья переехала в Алабаму и поселилась в городе Спарта, в округе Конику. Там он получил образование. Затем был зачислен в школу соседнего города Клейборн, где в итоге стал работать помощником учителя. Тревис стал прокурором, а 26 октября 1828, в 19 лет, женился на одной из своих бывших студенток 16-летней Розанне Като (1812—1848). Супруги остались в Клейборне, где в 1829 на свет появился их сын, Чарльз Эдвард. В этом же году Тревис начал издавать газету Claiborne Herald. Он стал масоном, присоединившись к алабамской третьей ложе свободных и принимаемых масонов. Позже он вступил в ряды алабамской милиции, в качестве адъютанта двадцать шестого полка, восьмой бригады, четвёртой дивизии.
Его брак распался по неизвестным причинам, и в начале 1831 Тревис покинул Алабаму и переехал в Техас, оставив беременную жену с сыном (она вскоре родила дочь). 9 января 1836 Уильям и Розанна официально развелись в суде округа Марион (акт № 115). Их сын поселился у друга Тревиса Дэвида Айрса, таким образом, оказавшись недалеко от отца. 
14 февраля 1836 Розанна вышла замуж за Сэмюэля Г. Клуда в городе Монровилль (Алабама), в 1843 вышла замуж за Дэвида И. Портиса в Техасе. В 1848 чета Портис умерла от жёлтой лихорадки.

## В Техасе

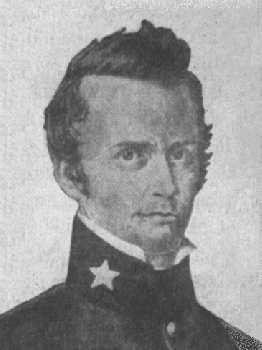
Портрет Тревиса работы МакАрдля, сделанный годы спустя после гибели Тревиса, в качестве модели использовался стенд.

В мае 1831 перед прибытием в Мексиканский Техас (в то время часть северной Мексики) Тревис приобрёл участок земли у Стивена Остина и приступил к юридической практике в Анауаке. Он сыграл свою роль в растущих трениях между американскими поселенцами и мексиканским правительством и был одним из лидеров партии войны, группы милиционеров-противников мексиканского правления. Он был центральной фигурой в ходе беспорядков в Анауаке, которые ускорили наступление войны.
В 1835 после битвы при Гонсалес началась Техасская революция. Тревис сыграл скромную роль при осаде Бехара в ноябре. 19 декабря Тревис был повышен в звании до подполковника кавалерийского легиона и стал главным офицером по вербовке в техасскую армию. Военные силы составляли сначала 384 человека (солдат и офицеров), которые были сведены в шесть рот. Несмотря на свой ранг Тревис продолжать активно вербовать людей, которые в дальнейшем служили под его командой. В его деятельности наступил тяжёлый период, ему стало трудно вербовать людей. «На добровольцев нельзя уже полагаться» — писал он действующему губернатору Генри Смиту.
Смит приказал Тревису собрать роту, чтобы усилить гарнизон миссии Аламо в Сан-Антонио-де-Бехар. Некоторые исследователи считают, что Тревис не подчинился приказам, так как он написал Смиту: «Я хочу, более того стремлюсь перейти к защите Бехара, но сэр, я не хочу рисковать своей репутацией, отправляясь в пределы вражеской территории с такими скромными средствами, с таким малым количеством людей и так скверно экипированных».
3 февраля Тревис прибыл в Бехар с восемнадцатью бойцами в качестве подкрепления. 12 февраля после отъезда полковника Джеймса О’Нила, Тревис принял командование над гарнизоном как старший по рангу офицер. О’Нил уехал, чтобы позаботиться о своей семье и обещал вернуться через 20 дней. Однако командир Джеймс Боуи при поддержке добровольцев оспорил полномочия Тревиса и возглавил добровольцев, под командой Тревиса остались только солдаты из регулярных сил. 
23 февраля 1836 миссия была осаждена мексиканской армией под командованием самого президента Мексики генерала Санта-Анны. В кратком письме Эндрю Понтону, алькальду Гонсалеса Тревис написал:
«Судя по наблюдениям силы врага велики…Нам нужны люди и провизия…Пошлите нам это. Наши силы -  150 человек и мы решили защищать Аламо до последнего».
В последнем письме Тревиса, отправленном Дэвиду Айресу:
«Позаботьтесь о моём маленьком мальчике. Если страна будет спасена, я могу сделать ему великолепную фортуну, но если страна будет потеряна и я погибну, у него ничего не останется кроме гордости, что он сын человека, павшего за свою страну».
Согласно легенде в один из последних трёх дней перед финальным мексиканским штурмом Тревис собрал всех защитников Аламо на центральной площади форта. Он объявил, что подкреплений не будет, обнажил клинок и провёл черту по земле. Тревис сказал, что пусть те кто хочет остаться и принять смерть вместе с ним перейдут через линию. Только два человека не сделали этого. Боуи, слёгший от болезни попросил перенести его за линию. Другим был француз, ветеран наполеоновских войн по имени Мозес Роуз. Позднее он заявил: «Ей-богу, я был не готов умереть». Глухой ночью 5 марта 1836 он перелез через стену и прокрался через мексиканские линии, впоследствии рассказывая это историю о черте, проведённой на песке множеству людей весь остаток своей жизни. Согласно его собственным поздним отчётам он стал единственным солдатом, который предпочёл оставить крепость и позднее стал известен как Трус из Аламо.
Роуз первым сказал о том, что Тревис провёл черту на песке, Сюзанна Дикинсон, вдова защитника Аламо капитана Алмарона Дикинсона, и которая была в миссии в течение осады и штурма подтвердила этот факт. Но нет проверяемых письменных источников, подтверждающих этот факт. Вопрос о том проводил ли Тревис линию или нет, всё ещё обсуждается. 
6 марта 1836 после 13-дневной осады в ходе предутреннего штурма мексиканцы подобрались к стенам, окружили их, поднялись на стены, используя лестницы, сломали сопротивление защитников миссии. Тревис, Боуи, Дэви Крокетт, Джеймс Бонэм и все остальные защитники миссии, численность которых оценивается в 188—250 человек были убиты. Согласно существующим докладам Тревис, защищавший северную стену был убит в начале штурма, пуля попала ему прямо в лоб. Джо, вольноотпущенник Тревиса, бывший среди защитников во время штурма, но не участвовавший в бою заявил впоследствии, что он видел как Тревис стоял на стене и стрелял в штурмующих. Затем он увидел как Тревиса подстрелили, в тот момент когда он убил мексиканского солдата, лезущего по лестнице. Это единственный заслуживающий доверия отчёт о гибели Тревиса.
Войдя в форт Санта-Анна попросил Франциско Руиса, алькальда Сан-Антонио опознать тела лидеров повстанцев. Впоследствии Руис заявил, что тело Тревиса было найдено на лафете орудия. В течение нескольких часов после того как стихли последние выстрелы Санта-Анна отдал приказ роте драгун собрать дрова и сжечь тела павших техасцев. В пять часов вечера тела Тревиса, Крокетта, Боуи, Бонэма были сожжены вместе с телами остальных павших защитников.

## Письмо Тревиса
24 февраля 1836, находясь под мексиканской осадой Тревис написал своё знаменитое письмо адресованное «народу Техаса и всем американцам мира»

Народу Техаса и всем американцам в мире 

Товарищи [со]граждане и соотечественники. 

Я осаждён тысячью или больше мексиканцев под [командованием] Санта-Анны. 24 часа [в сутки] я нахожусь под продолжающимся артиллерийским обстрелом и [до сих пор] не потерял ни одного человека. Противник предлагает сдаться безоговорочно, иначе гарнизон будет предан мечу, в случае взятия форта. На [это] предложение я ответил выстрелом из орудия, и наш флаг продолжает гордо развеваться над стенами. Я никогда не сдамся и не отступлю. Теперь я призываю вас, во имя Свободы, патриотизма и всего, [что есть] дорогого для американского характера прийти нам на помощь как можно скорее. К противнику ежедневно приходят подкрепления, нет сомнений, что в течение четырёх или пяти дней его численность вырастет до трёх или четырёх тысяч человек. Если этот призыв будет проигнорирован я решил держаться как можно дольше и погибнуть как солдат, который никогда не забывает, что значит его собственная честь и его страна. Победа или Смерть. 

Уильям Баррет Тревис 

Подполковник, комендант. 

P.S. Господь на нашей стороне. Когда появился противник у нас не было [и] трёх бушелей кукурузы. С этого времени мы нашли в покинутых домах 80 или 90 бушелей и пригнали за стены 20 или 30 голов быков. 

Тревис.
Оригинальный текст (англ.)To the People of Texas & All Americans in the World: 

Fellow citizens and compatriots; 
 
I am besieged, by a thousand or more of the Mexicans under Santa Anna. I have sustained a continual Bombardment and cannonade for 24 hours and have not lost a man. The enemy has demanded a surrender at discretion, otherwise, the garrison are to be put to the sword, if the fort is taken. I have answered the demand with a cannon shot, and our flag still waves proudly from the walls. I shall never surrender or retreat. Then, I call on you in the name of Liberty, of patriotism & everything dear to the American character, to come to our aid, with all dispatch. The enemy is receiving reinforcements daily and will no doubt increase to three or four thousand in four or five days. If this call is neglected, I am determined to sustain myself as long as possible and die like a soldier who never forgets what is due to his own honor & that of his country. Victory or Death. 
William Barret Travis  

Lt. Col. Comdt. 
 
P.S. The Lord is on our side. When the enemy appeared in sight we had not three bushels of corn. We have since found in deserted houses 80 or 90 bushels and got into the walls 20 or 30 head of Beeves. 
 
Travis 

Письмо он отдал курьеру Альберту Мартину. Конверт с письмом был помечен надписью «Победа или смерть». Помощь гарнизону Аламо так и не пришла, но письмо подняло дух техасской армии и способствовало поддержке, оказываемой США техасскому освободительному движению. Так же оно закрепило за Тревисом статус героя Техасской революции.

## Потомки Тревиса
Чарльз Эдвард Тревис (1829—1860) был воспитан своей матерью и её вторым мужем. В 1853 он получил место в законодательном собрании Техаса. В 1855 он вступил в ряды кавалерийского полка американской армии в звании капитана. (Полк впоследствии получил название 5-го кавалерийского и был под командой Альберта Сидни Джонсона). В мае 1855 Чарльз Тревис был уволен за «поведение недостойное офицера и джентльмена» согласно заявлению перед судом о его жульничестве при игре в карты.
Он пытался оспорить это решение, но безуспешно и вернулся к изучению юриспруденции, получив в 1859 степень бакалавра Бейлорского университета и меньше чем через год скончался от чахотки (туберкулёза), его тело было похоронено рядом с могилой сестры.
Сюзан Изабелла Тревис родилась в 1831 после того как её отец уехал в Техас. Хотя отцовство Тревиса и оспаривалось некоторыми, Тревис в своём завещании назвал её своей дочерью. В 1850 она вышла замуж за художника из общины Чапел Хилл, штат Техас, у супругов была одна дочь.

## Гиперссылки
- Тревис, Уильям (англ.). Handbook of Texas Online. Texas State Historical Association.
- Travis «Victory or Death» Letter at Texas Heritage Society